# Хронология англоязычного кризиса в Камеруне (2024)
Ниже представлена хронология событий, связанных с англоязычным кризисом в Камеруне и произошедших в 2024 году.

## Хронология

### Январь
- 1 января первый президент Амбазонии Джулиус Аюк Табе призвал покончить с политическим кризисом Амбазонии и объединиться всем сепаратистским группировкам.[1]
- 9 января камерунские военные совершили налёт на убежище сепаратистов в Эваи. Погибло от трёх до пяти человек.[2]
- 11 января один из офицеров жандармерии застрелил гражданское лицо в Мамфе.[3]
- 13 января сепаратисты пытали и убили гражданское лицо в Менчуме, обвинив его в передаче информации Камерунским ВС.[4]
- 21 января камерунские ВС захватили в плен командира с позывным «General Efang».[5]
- 29 января сепаратисты во время одно из налётов в Буэа сожгли несколько автомобилей и убили нескольких людей.[6]

### Февраль
- 6 февраля был похищен камерунский чиновник в Баменде. Через несколько часов его освободили камерунские ВС.[7]
- 7 февраля четыре гражданских лица были убиты камерунскими военнослужащими в Кумбо.[8]
- 11 февраля один человек умер и многие пострадали в результате взрыва в День Молодежи в Нкамбе.[9]
- 16 и 17 февраля восемь сепаратистов во время операции в районе Аюкаба.[10] Ещё двое были убиты в сражениях в районе Банга Бакунду.[11]
- 21 февраля был убит сепаратист во время сражений в районе Банга Бакунду.[11]
- 26 февраля камерунские службы безопасности обнаружили и деактивировали самодельное взрывное устройство в Галиме, Западный регион.[12]

### Март
- С 9 марта по 11 марта батальоном быстрого реагирования был убит амбазонский генерал Барак во время сражений около Батибо.[13]
- 12 марта два гражданских лица погибли во время нападения сепаратистов на один из грузовиков Brasseries du Cameroun.[14]
- 27 марта камерунские ВС совершили серию налётов на укрытия сепаратистов. Погибли более 15 военных Амбазонии.[15]

### Апрель
- 4 апреля на перекрестке Старой церкви Азире в Баменде была обнаружена отрубленная голова. Свидетель сказал, что ее сбросили туда боевики-сепаратисты.[16]
- 10 апреля камерунские ВС подожгли дома в трех деревнях дивизии Буи и убили трех мирных жителей и одного боевика-сепаратиста в Бамфеме.[17]
- 15 апреля сепаратисты похитили двух учителей в Ньяпе, Донга-Мантунг.[18]
- 24 апреля сепаратист Десмонд Коа был убит вместе с четырьмя своими бойцами бригадой быстрого вмешательства в Мбонге, Ндиан.[19]
- 29 апреля трое мужчин были убиты и еще несколько получили ранения в результате нападения сепаратистов в Кумбе.[20] Ответственность за нападение взял на себя лидер Управляющего совета Амбазонии Айаба Чо Лукас.[21]

### Май
- 5 мая сепаратистский командир и два солдата были убиты камерунскими ВС около города Ндоп.[22]
- 15 мая Силы самообороны Амбазонии атаковали школу и сожгли её.[23]
- 16 мая командир и жандарм были убиты в ходе очередного нападения сепаратистов в Аквайе.[24]
- 25 мая два человека погибли и одиннадцать серьёзно пострадали во время атаки на бар в Баменде.[25]
- 28 мая полицейский и ученик пострадали во время попытки сепаратистов сорвать письменную часть экзамена в Баменде.[26] В Олу, Буи умер ученик, несколько пострадали.[27]
- 29 мая один из бывших военных Красного Дракона, который поменял сторону и начал сражаться за камерунское правительство, был убит.[28]

### Июнь
- 8 июня военный ССА поджёг автомобиль в Баменде.[29]
- 26 июня в результате взрыва СВУ в Батибо погибли три гражданских лица, ответственность за взрыв взяли на себя ССА.[30][31]